# Campeonato Nacional de Rodeo de 1958
El Campeonato Nacional de Rodeo de 1958 fue la décima versión del campeonato más importante del rodeo chileno, deporte nacional de Chile. Esta edición se realizó en Osorno, zona en donde el rodeo es muy popular, además tierra de importantes campeones a lo largo de la historia y de grandes caballos y criadores. Fue la primera vez que el Campeonato Nacional de Rodeo se realizaba en dicha ciudad. Este campeonato fue desarrollado desde el 26 al 30 de marzo y fue organizado por la Asociación de Criadores de Caballares Chilenos de Osorno, auspiciado por la municipalidad de la ciudad y SAGO, como homenaje al cuarto centenario de la fundación de Osorno. Para la ocasión se construyó en el recinto de exposiciones de Chuyaca una medialuna con capacidad para seis mil personas. El campeonato se desarrolló como estaba previsto, a pesar de la gran cantidad de lluvia, algo normal en el sur de Chile. La medialuna fue inaugurada por el presidente de la República Carlos Ibáñez del Campo. En esa ocasión el presidente Asociación de Criadores de Caballares Chilenos de Osorno, René Soriano Bórquez, al donar la nueva medialuna a SAGO, hizo resaltar la importancia que tiene la más típica de las fiestas chilenas.
Los campeones fueron Julio Hott y Alejandro Hott en "Huilcoco" y "Felizcote" con 20 puntos de Río Bueno. El segundo lugar fue un empate entre "Tandera" y "Ocurrencia" con "Recacha" y "Aguiná", todas yeguas del Criadero Curiche y montadas por "Coteco" Aguirre y Guillermo "Memo" Aguirre, de la Asociación de Rodeo de Los Ángeles.

## Resultados

### Serie de campeones
| Cuarto animal 1958 | Cuarto animal 1958                      | Cuarto animal 1958       | Cuarto animal 1958 |
| ------------------ | --------------------------------------- | ------------------------ | ------------------ |
| Lugar              | Jinetes                                 | Caballos                 | Puntaje            |
| 1º                 | Alejandro Hott y Julio Hott             | "Huilcoco" y "Felizcote" | 16                 |
| 2º                 | José Manuel Aguirre y Guillermo Aguirre | "Tandera" y "Ocurrencia" | 15                 |
| 3º                 | José Manuel Aguirre y Guillermo Aguirre | "Recacha" y "Aguiná"     | 15                 |
| 4º                 | Ricardo Ibáñez y Ricardo Letelier       | "Decadencia" y "Sobada"  | 13                 |
| 5º                 | Estanislao Anguita y Guillermo Aguirre  | "Rigor" y "Olorosa"      |                    |